# Сандоваль, Хидхет
Хидхет Сандова́ль Эрре́ра (исп. Gidget Sandoval Herrera; род. 1966) — костариканская модель, победительница конкурса красоты «Мисс Интернешнл 1983».

## Биография
В возрасте 17 лет Хидхет Сандоваль представляла Коста-Рику на международном конкурсе красоты «Мисс Интернешнл 1983», который проходил в Осаке (Япония). Сандоваль после победы на конкурсе была коронована как «Мисс Интернешнл» и стала второй представительницей Коста-Рики после Лорны Чавес, выигравшей этот конкурс в 1980 году. После победы на «Мисс Интернешнл» Сандоваль была очень популярна в стране, снималась в рекламе и посещала различные мероприятия.
Она получила образование в области дизайна интерьера, работала на радио и в мастерской своего мужа. В браке с супругом у неё трое детей — два сына и дочь. Она любит играть в теннис и помогает животным.